# Giải vô địch bóng đá U-16 châu Á 2016
Giải vô địch bóng đá U-16 châu Á 2016 là phiên bản thứ 17 của Giải vô địch bóng đá U-16 châu Á, giải vô địch trẻ quốc tế hai năm một lần được tổ chức bởi Liên đoàn bóng đá châu Á (AFC) dành cho các đội tuyển nam dưới 16 tuổi của châu Á. Giải đấu được tổ chức tại Ấn Độ, được AFC công bố vào ngày 3 tháng 6 năm 2015
, và bắt đầu từ ngày 15 tháng 9 đến ngày 2 tháng 10 năm 2016. Tổng cộng có 16 đội chơi trong giải đấu.
Giống như các phiên bản trước, giải đấu đóng vai trò là vòng loại AFC cho Giải vô địch bóng đá U-17 thế giới. Bốn đội hàng đầu của giải đấu đủ điều kiện tham gia Giải vô địch bóng đá U-17 thế giới cũng ở Ấn Độ với tư cách là đại diện của AFC, bên cạnh Ấn Độ đủ điều kiện tự động làm chủ nhà. Nếu Ấn Độ nằm trong số bốn đội hàng đầu, ba trận đấu play-off sẽ được tổ chức để quyết định đội đứng thứ năm cũng đủ điều kiện tham dự FIFA U-17 World Cup 2017. Tuy nhiên, điều này là không cần thiết vì Ấn Độ đã bị loại ngay từ vòng bảng.
Điều này đánh dấu lần đầu tiên một quốc gia chủ nhà U-17 World Cup tổ chức Giải vô địch bóng đá U-16 châu Á
Iraq chiến thắng giải đấu sau khi đánh bại trước Iran 4–3 trên chấm phạt đền trong trận chung kết.

## Vòng loại
Lễ bốc thăm vòng loại được tổ chức vào ngày 5 tháng 6 năm 2015. Tổng cộng có 45 đội được rút ra thành mười một nhóm, với mười một đội chiến thắng và bốn đội á quân tốt nhất cho vòng chung kết, cùng với Ấn Độ, những người đủ điều kiện tự động làm chủ nhà nhưng cũng thi đấu ở vòng loại.
Vòng loại được thi đấu trong khoảng thời gian từ 12 tháng 12 năm 2015, ngoại trừ bảng H được thi đấu giữa 2-6 tháng 9 năm 2015.

### Các đội tuyển vượt qua vòng loại
16 đội sau đây đủ điều kiện cho giải đấu vòng chung kết. Nepal đã được thay thế bởi Kyrgyzstan do một trong những cầu thủ của họ thất bại MRI.
Bắt đầu từ ngày 12 tháng 4 năm 2016, Ủy ban thi đấu AFC đã quyết định rằng nếu FIFA đình chỉ Liên đoàn bóng đá Kuwait không được dỡ bỏ bởi ngày 13 tháng 5 năm 2016, đội xếp hạng cao nhất tiếp theo trong cuộc thi vòng loại Giải vô địch bóng đá U-16 châu Á sẽ thay thế Kuwait trong cuộc thi.
Bắt đầu từ ngày 13 tháng 5 năm 2016, Đại hội FIFA đã xác nhận việc đình chỉ Kuwait và yêu cầu Hội đồng FIFA dỡ bỏ việc đình chỉ ngay khi các yêu cầu cần thiết được đáp ứng. Do đó, Kuwait được thay thế bởi Yemen, đội xếp hạng cao nhất tiếp theo trong cuộc thi vòng loại Giải vô địch bóng đá U-16 châu Á.
| Đội tuyển         | Tư cách chủ nhà                             | Tham dự | Thành tích tốt nhất lần trước  |
| ----------------- | ------------------------------------------- | ------- | ------------------------------ |
| Ấn Độ             | Chủ nhà / Bảng E (Tốt nhất lần ba) Nhì bảng | 7 lần   | Tứ kết (2002)                  |
| Uzbekistan        | Bảng A Nhất bảng                            | 9 lần   | Vô địch (2012)                 |
| Kyrgyzstan        | Bảng B Nhất bảng                            | 1 lần   | Lần đầu tham dự                |
| Iraq              | Bảng C Nhất bảng                            | 9 lần   | Hạng ba (1985), Bán kết (2012) |
| Ả Rập Xê Út       | Bảng D Nhất bảng                            | 10 lần  | Vô địch (1985, 1988)           |
| Iran              | Bảng E Nhất bảng                            | 10 lần  | Vô địch (2008)                 |
| Malaysia          | Bảng G Nhất bảng                            | 4 lần   | Tứ kết (2014)                  |
| CHDCND Triều Tiên | Bảng H Nhất bảng                            | 10 lần  | Vô địch (2010, 2014)           |
| Hàn Quốc          | Bảng I Nhất bảng                            | 12 lần  | Vô địch (1986, 2002)           |
| Úc                | Bảng J Nhất bảng                            | 5 lần   | Bán kết (2010, 2014)           |
| Nhật Bản          | Bảng K Nhất bảng                            | 13 lần  | Vô địch (1994, 2006)           |
| Việt Nam          | Bảng J (Tốt nhất lần đầu) Nhì bảng          | 6 lần   | Hạng tư (2000)                 |
| Thái Lan          | Bảng H (Tốt nhất lần 2) Nhì bảng            | 10 lần  | Vô địch (1998)                 |
| UAE               | Bảng D (Tốt nhất lần 4) Nhì bảng            | 7 lần   | Á quân (1990)                  |
| Oman              | Bảng B (Tốt nhất lần 5) Nhì bảng            | 9 lần   | Vô địch (1996, 2000)           |
| Yemen             | Bảng A (Tốt nhất lần 6) Nhì bảng            | 5 lần   | Á quân (2002)                  |

## Địa điểm thi đấu
Giải đấu được thi đấu ở hai địa điểm:
| Margao                               | GoaGiải vô địch bóng đá U-16 châu Á 2016 (Ấn Độ) |
| Sân vận động Pandit Jawaharlal Nehru | GoaGiải vô địch bóng đá U-16 châu Á 2016 (Ấn Độ) |
| Sức chứa: 19,000                     | GoaGiải vô địch bóng đá U-16 châu Á 2016 (Ấn Độ) |
|                                      | GoaGiải vô địch bóng đá U-16 châu Á 2016 (Ấn Độ) |
| Bambolim                             | GoaGiải vô địch bóng đá U-16 châu Á 2016 (Ấn Độ) |
| Sân vận động GMC                     | GoaGiải vô địch bóng đá U-16 châu Á 2016 (Ấn Độ) |
| Sức chứa: 3,600                      | GoaGiải vô địch bóng đá U-16 châu Á 2016 (Ấn Độ) |

## Bốc thăm
Lễ bốc thăm vòng chung kết diễn ra vào ngày 26 tháng 5 năm 2016, 15:00 IST (UTC+5:30), tại Goa (hoãn từ ngày 4 tháng 5 năm 2016). 16 đội được xếp vào 4 bảng, mỗi bảng 4 đội. Các đội được xếp hạt giống dựa trên thành tích của họ vào năm  2014.
| Nhóm 1                                                              | Nhóm 2                                    | Nhóm 3                                     | Nhóm 4                            |
| ------------------------------------------------------------------- | ----------------------------------------- | ------------------------------------------ | --------------------------------- |
| Ấn Độ (chủ nhà; hạt giống A1) · CHDCND Triều Tiên · Hàn Quốc · Úc · | Iran · Malaysia · Nhật Bản · Uzbekistan · | Thái Lan · Ả Rập Xê Út · Oman · Việt Nam · | UAE · Yemen · Kyrgyzstan · Iraq · |

## Vòng bảng
Hai đội đứng đầu mỗi bảng lọt vào vòng tứ kết.

### Bảng A
| VT | Đội         | ST | T | H | B | BT | BB | HS | Đ | Giành quyền tham dự |
| -- | ----------- | -- | - | - | - | -- | -- | -- | - | ------------------- |
| 1  | Iran        | 3  | 2 | 1 | 0 | 7  | 3  | +4 | 7 | Vòng loại trực tiếp |
| 2  | UAE         | 3  | 2 | 1 | 0 | 7  | 4  | +3 | 7 | Vòng loại trực tiếp |
| 3  | Ả Rập Xê Út | 3  | 0 | 1 | 2 | 6  | 9  | −3 | 1 |                     |
| 4  | Ấn Độ (H)   | 3  | 0 | 1 | 2 | 5  | 9  | −4 | 1 |                     |

| Iran                                     | 3–2      | Ả Rập Xê Út                |
| ---------------------------------------- | -------- | -------------------------- |
| Sayyad 47' · Ghaderi 69' · Asadabadi 70' | Chi tiết | Al-Beshe 4' · Al-Anazi 42' |

| Ấn Độ                     | 2–3      | UAE                               |
| ------------------------- | -------- | --------------------------------- |
| Stalin 11' · Thangjam 36' | Chi tiết | Aydh 34' · Rashed 53' · Fawzi 74' |

| UAE        | 1–1      | Iran          |
| ---------- | -------- | ------------- |
| Alazez 51' | Chi tiết | Asadabadi 49' |

| Ả Rập Xê Út                            | 3–3      | Ấn Độ                                           |
| -------------------------------------- | -------- | ----------------------------------------------- |
| Al-Dhuwayhi 34' · Al-Buraikan 82', 83' | Chi tiết | Jadhav 6' · Chhetri 22' · Wangjam 90+5' (ph.đ.) |

| Ấn Độ | 0–3      | Iran                                             |
| ----- | -------- | ------------------------------------------------ |
|       | Chi tiết | Ghaderi 23' · Sharifi 81' (ph.đ.), 90+1' (ph.đ.) |

| Ả Rập Xê Út      | 1–3      | UAE                                       |
| ---------------- | -------- | ----------------------------------------- |
| Al-Duraywish 65' | Chi tiết | Fawzi 42' · Ali Khamis 74' · Al Naqbi 81' |

### Bảng B
| VT | Đội        | ST | T | H | B | BT | BB | HS  | Đ | Giành quyền tham dự |
| -- | ---------- | -- | - | - | - | -- | -- | --- | - | ------------------- |
| 1  | Nhật Bản   | 3  | 3 | 0 | 0 | 21 | 0  | +21 | 9 | Vòng loại trực tiếp |
| 2  | Việt Nam   | 3  | 2 | 0 | 1 | 6  | 10 | −4  | 6 | Vòng loại trực tiếp |
| 3  | Kyrgyzstan | 3  | 1 | 0 | 2 | 2  | 11 | −9  | 3 |                     |
| 4  | Úc         | 3  | 0 | 0 | 3 | 2  | 10 | −8  | 0 |                     |

| Úc | 0–1      | Kyrgyzstan            |
| -- | -------- | --------------------- |
|    | Chi tiết | Kanybekov 76' (ph.đ.) |

| Nhật Bản                                                                     | 7–0      | Việt Nam |
| ---------------------------------------------------------------------------- | -------- | -------- |
| Kubo 16', 64' · Fukuoka 24', 51' · Miyashiro 40' · Kemmotsu 79' · Yamada 85' | Chi tiết |          |

| Kyrgyzstan | 0–8      | Nhật Bản                                                                                   |
| ---------- | -------- | ------------------------------------------------------------------------------------------ |
|            | Chi tiết | Tanahashi 34', 54', 80' (ph.đ.) · Kubo 42', 90+2' · Nakamura 43', 52' · Suzuki 56' (ph.đ.) |

| Việt Nam                                         | 3–2      | Úc               |
| ------------------------------------------------ | -------- | ---------------- |
| Nguyễn Hữu Thắng 51', 61' · Nguyễn Duy Khiêm 86' | Chi tiết | Roberts 18', 28' |

| Úc | 0–6      | Nhật Bản                                                                    |
| -- | -------- | --------------------------------------------------------------------------- |
|    | Chi tiết | Kozuki 4', 82' · Miyashiro 54' · Sehata 56' · Matsumoto 64' · Tanahashi 86' |

| Việt Nam                                                               | 3–1      | Kyrgyzstan  |
| ---------------------------------------------------------------------- | -------- | ----------- |
| Nguyễn Khắc Khiêm 20' · Maksat 81' (l.n.) · Nguyễn Trần Việt Cường 88' | Chi tiết | Alykulov 6' |

### Bảng C
| VT | Đội      | ST | T | H | B | BT | BB | HS | Đ | Giành quyền tham dự |
| -- | -------- | -- | - | - | - | -- | -- | -- | - | ------------------- |
| 1  | Oman     | 3  | 1 | 2 | 0 | 4  | 1  | +3 | 5 | Vòng loại trực tiếp |
| 2  | Iraq     | 3  | 1 | 2 | 0 | 4  | 3  | +1 | 5 | Vòng loại trực tiếp |
| 3  | Hàn Quốc | 3  | 1 | 1 | 1 | 4  | 2  | +2 | 4 |                     |
| 4  | Malaysia | 3  | 0 | 1 | 2 | 1  | 7  | −6 | 1 |                     |

| Hàn Quốc             | 1–2      | Iraq                                          |
| -------------------- | -------- | --------------------------------------------- |
| Jeong Chan-young 43' | Chi tiết | Muntadher Mohammed 45+2' (ph.đ.), 50' (ph.đ.) |

| Malaysia | 0–3      | Oman                                          |
| -------- | -------- | --------------------------------------------- |
|          | Chi tiết | Al-Alawi 20' (ph.đ.), 78' · Malki 63' (ph.đ.) |

| Iraq            | 1–1      | Malaysia         |
| --------------- | -------- | ---------------- |
| Ridha Jalil 43' | Chi tiết | Aliff Haiqal 86' |

| Oman | 0–0      | Hàn Quốc |
| ---- | -------- | -------- |
|      | Chi tiết |          |

| Hàn Quốc                                                         | 3–0      | Malaysia |
| ---------------------------------------------------------------- | -------- | -------- |
| Park Jeong-in 4' · Cheon Seong-hoon 14' (ph.đ.) · Ko Jun-Hee 84' | Chi tiết |          |

| Oman         | 1–1      | Iraq       |
| ------------ | -------- | ---------- |
| Al Alawi 90' | Chi tiết | Dawood 37' |

### Bảng D
| VT | Đội               | ST | T | H | B | BT | BB | HS | Đ | Giành quyền tham dự |
| -- | ----------------- | -- | - | - | - | -- | -- | -- | - | ------------------- |
| 1  | Uzbekistan        | 3  | 3 | 0 | 0 | 9  | 4  | +5 | 9 | Vòng loại trực tiếp |
| 2  | CHDCND Triều Tiên | 3  | 2 | 0 | 1 | 7  | 4  | +3 | 6 | Vòng loại trực tiếp |
| 3  | Yemen             | 3  | 0 | 1 | 2 | 1  | 4  | −3 | 1 |                     |
| 4  | Thái Lan          | 3  | 0 | 1 | 2 | 5  | 10 | −5 | 1 |                     |

| CHDCND Triều Tiên     | 2–0      | Yemen |
| --------------------- | -------- | ----- |
| Kim Pom-hyok 61', 75' | Chi tiết |       |

| Uzbekistan                                                                                 | 5–3      | Thái Lan                       |
| ------------------------------------------------------------------------------------------ | -------- | ------------------------------ |
| Muydinov 24' (ph.đ.) · Yuldoshov 45+2' (ph.đ.), 89' · Wudtichai 57' (l.n.) · Abdullaev 82' | Chi tiết | Jinnawat 2' · Arnon 58', 90+4' |

| Yemen | 0–1      | Uzbekistan     |
| ----- | -------- | -------------- |
|       | Chi tiết | Sobirjonov 69' |

| Thái Lan     | 1–4      | CHDCND Triều Tiên                               |
| ------------ | -------- | ----------------------------------------------- |
| Hassawat 69' | Chi tiết | Kye Tam 41' (ph.đ.), 63', 67' · Ri Kang-guk 79' |

| CHDCND Triều Tiên | 1–3      | Uzbekistan                                    |
| ----------------- | -------- | --------------------------------------------- |
| Ri Kang-guk 75'   | Chi tiết | Umrzakov 49' · Yuldoshov 62' · Ganikhonov 68' |

| Thái Lan       | 1–1      | Yemen               |
| -------------- | -------- | ------------------- |
| Natthaphon 47' | Chi tiết | Hassawat 27' (l.n.) |

## Vòng loại trực tiếp
Ở vòng loại trực tiếp, loạt sút luân lưu được sử dụng để xác định đội chiến thắng nếu cần thiết (hiệp phụ không được sử dụng).

### Sơ đồ
|  | Tứ kết                | Tứ kết                |                     |       | Bán kết | Bán kết |  |  | Chung kết | Chung kết |
|  |                       |                       |                     |       |         |         |  |  |           |           |
|  | 25 tháng 9 – Margao   |                       |                     |       |         |         |  |  |           |           |
|  |                       |                       |                     |       |         |         |  |  |           |           |
|  | Iran                  | 5                     |                     |       |         |         |  |  |           |           |
|  | Iran                  | 5                     | 29 tháng 9 – Margao |       |         |         |  |  |           |           |
|  | Việt Nam              | 0                     |                     |       |         |         |  |  |           |           |
|  | Việt Nam              | 0                     | Iran (p)            | 1 (6) |         |         |  |  |           |           |
|  | 26 tháng 9 – Margao   |                       | Iran (p)            | 1 (6) |         |         |  |  |           |           |
|  |                       | CHDCND Triều Tiên     | 1 (5)               |       |         |         |  |  |           |           |
|  | Oman                  | CHDCND Triều Tiên     | 1 (5)               | 1 (2) |         |         |  |  |           |           |
|  | Oman                  |                       | 2 tháng 10 – Margao | 1 (2) |         |         |  |  |           |           |
|  | CHDCND Triều Tiên (p) | 1 (4)                 |                     |       |         |         |  |  |           |           |
|  | CHDCND Triều Tiên (p) | 1 (4)                 | Iran                | 0 (3) |         |         |  |  |           |           |
|  | 25 tháng 9 – Bambolim |                       | Iran                | 0 (3) |         |         |  |  |           |           |
|  |                       | Iraq (p)              | 0 (4)               |       |         |         |  |  |           |           |
|  | Nhật Bản              | Iraq (p)              | 0 (4)               | 1     |         |         |  |  |           |           |
|  | Nhật Bản              | 29 tháng 9 – Bambolim |                     | 1     |         |         |  |  |           |           |
|  | UAE                   | 0                     |                     |       |         |         |  |  |           |           |
|  | UAE                   | 0                     | Nhật Bản            | 2     |         |         |  |  |           |           |
|  | 26 tháng 9 – Bambolim |                       | Nhật Bản            | 2     |         |         |  |  |           |           |
|  |                       | Iraq                  | 4                   |       |         |         |  |  |           |           |
|  | Uzbekistan            | Iraq                  | 4                   | 0     |         |         |  |  |           |           |
|  | Uzbekistan            |                       |                     | 0     |         |         |  |  |           |           |
|  | Iraq                  | 2                     |                     |       |         |         |  |  |           |           |
|  | Iraq                  | 2                     |                     |       |         |         |  |  |           |           |

### Tứ kết
Các đội thắng lọt vào Giải vô địch bóng đá U-17 thế giới 2017.
| Iran                                                       | 5–0      | Việt Nam |
| ---------------------------------------------------------- | -------- | -------- |
| Sayyad 30', 72' · Ghaderi 47' · Asadabadi 62' · Moradi 69' | Chi tiết |          |

| Nhật Bản | 1–0      | UAE |
| -------- | -------- | --- |
| Seko 31' | Chi tiết |     |

| Oman                                         | 1–1      | CHDCND Triều Tiên                                            |
| -------------------------------------------- | -------- | ------------------------------------------------------------ |
| Al Jahdhami 80'                              | Chi tiết | Kim Pom-hyok 84'                                             |
| Loạt sút luân lưu                            |          |                                                              |
| Al-Alawi · Al-Qaidi · Al Malki · Al Jahdhami | 2–4      | Kye Tam · Yun Min · Kim Kyong-sok · Cha Kwang · Kim Pom-hyok |

| Uzbekistan | 0–2      | Iraq           |
| ---------- | -------- | -------------- |
|            | Chi tiết | Dawood 7', 79' |

### Bán kết
| Nhật Bản        | 2–4      | Iraq                                                   |
| --------------- | -------- | ------------------------------------------------------ |
| Yamada 29', 42' | Chi tiết | Dawood 18', 81' (ph.đ.), 90+4' (ph.đ.) · Abdulsada 67' |

| Iran                                                                   | 1–1      | CHDCND Triều Tiên                                                                             |
| ---------------------------------------------------------------------- | -------- | --------------------------------------------------------------------------------------------- |
| Sharifi 19'                                                            | Chi tiết | Kye Tam 80' (ph.đ.)                                                                           |
| Loạt sút luân lưu                                                      |          |                                                                                               |
| Sharifi · Esmaeilzadeh · Ahani · Moradi · Asadabadi · Shariati · Zadeh | 6–5      | Kye Tam · Yun Min · Kim Chung-jin · Cha Kwang · Kim Pom-hyok · Paek kwang-min · Kim Kyong-sok |

### Chung kết
| Iran                                                | 0–0      | Iraq                                         |
| --------------------------------------------------- | -------- | -------------------------------------------- |
|                                                     | Chi tiết |                                              |
| Loạt sút luân lưu                                   |          |                                              |
| Sharifi · Namdari · Ahani · Shariati · Esmaeilzadeh | 3–4      | Omar · Abdulsada · Radha · Mohammed · Dawood |

## Vô địch
| Giải vô địch bóng đá U-16 châu Á 2016 |
| ------------------------------------- |
| · Iraq · Lần đầu tiên                 |

## Giải thưởng
Cầu thủ xuất sắc nhất giải
- Mohammed Dawood[15]

Vua phá lưới
- Mohammed Dawood[15]

Đội đoạt giải phong cách
- Iraq[15]

## Các cầu thủ ghi bàn
6 bàn
- Mohammed Dawood

4 bàn
- Takefusa Kubo
- Akito Tanahashi
- Kye Tam

3 bàn
- Alireza Asadabadi
- Allahyar Sayyad
- Mohammad Sharifi
- Mohammad Ghaderi
- Hiroto Yamada
- Arshad Al-Alawi
- Kim Pom-hyok
- Rasul Yuldoshov

2 bàn
- John Roberts
- Muntadher Mohammed
- Shimpei Fukuoka
- Soichiro Kozuki
- Taisei Miyashiro
- Keito Nakamura
- Ri Kang-guk
- Firas Al-Buraikan
- Arnon Prasongporn
- Ahmad Fawzi
- Nguyễn Hữu Thắng

1 bàn
- Aman Chetri
- Aniket Jadhav
- Sanjeev Stalin
- Boris Singh Thangjam
- Suresh Singh Wangjam
- Amir Khoda Moradi
- Mohammed Ridha Jalil
- Muntadher Abdulsada
- Takuma Kemmotsu
- Nagi Matsumoto
- Gijo Sehata
- Ayumu Seko
- Toichi Suzuki
- Dhari Al-Anazi
- Mansor Al-Beshe
- Abdulaziz Al-Dhuwayhi
- Nawaf Al-Duraywish
- Adilet Kanybekov
- Gulzhigit Alykulov
- Cheon Seong-Hoon
- Jeong Chan-young
- Ko Jun-Hee
- Park Jeong-In
- Aliff Haiqal
- Muadh Al Jahdhami
- Yousuf Al Malki
- Jinnawat Russamee
- Natthaphon Srisawat
- Hassawat Nopnate
- Abdullah Al Naqbi
- Abed Alazez Dawod
- Ali Khamis
- Majed Rashed
- Manea Aydh
- Ibrokhim Ganikhonov
- Abubakir Muydinov
- Mardon Abdullaev
- Asadbek Sobirjonov
- Jasurbek Umrzakov
- Nguyễn Duy Khiêm
- Nguyễn Khắc Khiêm
- Nguyễn Trần Việt Cường

1 bàn phản lưới nhà
- Dzhakybaliev Maksat (trong trận đấu với Việt Nam)
- Wudtichai Kumkeam (trong trận đấu với Uzbekistan)
- Hassawat Nopnate (trong trận đấu với Yemen)

Source: the-afc.com

## Bảng xếp hạng giải đấu
Theo quy ước thống kê, các trận đấu kết thúc sau hiệp phụ được tính là thắng hoặc thua, còn các trận kết thúc sau loạt sút luân lưu được tính là hòa.
| VT | Đội               | ST | T | H | B | BT | BB | HS  | Đ  | Kết quả chung cuộc  |
| -- | ----------------- | -- | - | - | - | -- | -- | --- | -- | ------------------- |
| 1  | Iraq              | 6  | 3 | 3 | 0 | 10 | 5  | +5  | 12 | Vô địch             |
| 2  | Iran              | 6  | 3 | 3 | 0 | 13 | 4  | +9  | 12 | Á quân              |
| 3  | Nhật Bản          | 5  | 4 | 0 | 1 | 24 | 4  | +20 | 12 | Bị loại ở bán kết   |
| 4  | CHDCND Triều Tiên | 5  | 2 | 2 | 1 | 9  | 6  | +3  | 8  | Bị loại ở bán kết   |
|    |                   |    |   |   |   |    |    |     |    |                     |
| 5  | Uzbekistan        | 4  | 3 | 0 | 1 | 9  | 6  | +3  | 9  | Bị loại ở tứ kết    |
| 6  | UAE               | 4  | 2 | 1 | 1 | 7  | 5  | +2  | 7  | Bị loại ở tứ kết    |
| 7  | Oman              | 4  | 1 | 3 | 0 | 5  | 2  | +3  | 6  | Bị loại ở tứ kết    |
| 8  | Việt Nam          | 4  | 2 | 0 | 2 | 6  | 15 | −9  | 6  | Bị loại ở tứ kết    |
|    |                   |    |   |   |   |    |    |     |    |                     |
| 9  | Hàn Quốc          | 3  | 1 | 1 | 1 | 4  | 2  | +2  | 4  | Bị loại ở vòng bảng |
| 10 | Kyrgyzstan        | 3  | 1 | 0 | 2 | 2  | 11 | −9  | 3  | Bị loại ở vòng bảng |
| 11 | Ả Rập Xê Út       | 3  | 0 | 1 | 2 | 6  | 9  | −3  | 1  | Bị loại ở vòng bảng |
| 12 | Yemen             | 3  | 0 | 1 | 2 | 1  | 4  | −3  | 1  | Bị loại ở vòng bảng |
| 13 | Ấn Độ (H)         | 3  | 0 | 1 | 2 | 5  | 9  | −4  | 1  | Bị loại ở vòng bảng |
| 14 | Thái Lan          | 3  | 0 | 1 | 2 | 5  | 10 | −5  | 1  | Bị loại ở vòng bảng |
| 15 | Malaysia          | 3  | 0 | 1 | 2 | 1  | 7  | −6  | 1  | Bị loại ở vòng bảng |
| 16 | Úc                | 3  | 0 | 0 | 3 | 2  | 10 | −8  | 0  | Bị loại ở vòng bảng |

### Tham dự Giải vô địch bóng đá U-17 thế giới
Dưới đây là năm đội đại diện cho AFC tham dự Giải vô địch bóng đá U-17 thế giới 2017, bao gồm Ấn Độ tham dự với tư cách là chủ nhà.
| Đội               | Ngày vượt qua vòng loại  | Các lần tham dự trước1                       |
| ----------------- | ------------------------ | -------------------------------------------- |
| Ấn Độ             | 5 tháng 12 năm 2013      | 0 (Lần đầu)                                  |
| Iraq              | 26 tháng 9 năm 2016      | 1 (2013)                                     |
| Iran              | 25 tháng 9 năm 2016      | 3 (2001, 2009, 2013)                         |
| Nhật Bản          | 25 tháng 9 năm 2016      | 7 (1993, 1995, 2001, 2007, 2009, 2011, 2013) |
| CHDCND Triều Tiên | ngày 26 tháng 9 năm 2016 | 4 (2005, 2007, 2011, 2015)                   |

1 Chữ in đậm chỉ ra nhà vô địch năm đó. Chũ in nghiêng chỉ ra chủ nhà năm đó.

## Cấm vận với huấn luyện viên và thủ môn Triều Tiên
Vào ngày 4 tháng 11 năm 2016, AFC thông báo rằng huấn luyện viên của Triều Tiên Yung Jong-su và thủ môn Jang Paek-ho đã bị cấm trong một năm vì làm cho trận đấu trở nên tồi tệ sau khi cố tình để thủng lưới trong trận đấu cuối với Uzbekistan. Bàn thua diễn ra ở ở phút 49, khi Jang xuất hiện trong tình huống cản phá cú đá trực tiếp của thủ môn Uzbekistan. Uzbekistan thắng trận 3-1 và đứng đầu bảng, đồng nghĩa với việc họ gặp Iraq ở tứ kết, và họ thua. Triều Tiên, với tư cách là đội nhì bảng, gặp Oman trong trận tứ kết, trận đấu mà họ giành chiến thắng để đủ điều kiện tham dự Giải vô địch bóng đá U-17 thế giới 2017. Điều này đồng nghĩa với việc Yung và Jang không được tham dự Giải vô địch bóng đá U-17 thế giới 2017.
Triều Tiên cũng bị cấm thi đấu tại Giải vô địch bóng đá U-19 châu Á 2018. Trong khi họ sẽ được phép thi đấu ở vòng loại, nếu đội có hành vi tương tự, họ sẽ ngay lập tức bị loại khỏi giải đấu.